# Bucky Covington
Bucky  Covington, né le 8 novembre 1977 à Laurinburg, Caroline du Nord, aux États-Unis, est un chanteur américain, issu de la cinquième saison du télécrochet American Idol.

## Prestations lors d'American Idol

### Demi-finales
- February 22, 2006: "Simple Man" by Lynyrd Skynyrd
- March 1, 2006: "The Thunder Rolls" by Garth Brooks
- March 8, 2006: "Wave on Wave" by Pat Green

### Finale
- March 14, 2006: "Superstition" by Stevie Wonder
- March 21, 2006: "Oh Boy" by Buddy Holly (Bottom 2)
- March 28, 2006: "Real Good Man" by Tim McGraw
- April 4, 2006: "Best I Ever Had" by Gary Allan
- April 11, 2006: "Fat Bottomed Girls" by Queen (Bottom 3, Eliminated)

## Discographie

### Albums
| Titre                                   | Détails                                                      | Classement | Classement | Classement | Ventes        |
| Titre                                   | Détails                                                      | US Country | US         | US Indie   | Ventes        |
| --------------------------------------- | ------------------------------------------------------------ | ---------- | ---------- | ---------- | ------------- |
| Bucky Covington                         | - Release date: April 17, 2007 - Label: Lyric Street Records | 1          | 4          | —          | - US: 427,000 |
| Good Guys                               | - Release date: September 11, 2012 - Label: E1 Music         | 30         | 177        | 43         | - US: 3,000   |
| "—" denotes releases that did not chart |                                                              |            |            |            |               |

### Extended plays
| Titre                                   | Détails                                                         | Classement |
| Titre                                   | Détails                                                         | US Country |
| --------------------------------------- | --------------------------------------------------------------- | ---------- |
| Live from Rockingham                    | - Release date: November 17, 2009 - Label: Lyric Street Records | —          |
| I'm Alright                             | - Release date: April 27, 2010 - Label: Lyric Street Records    | 73         |
| Reality Country                         | - Release date: May 4, 2010 - Label: Lyric Street Records       | —          |
| "—" denotes releases that did not chart |                                                                 |            |

### Singles
| Année                                   | Single                                                | Classement | Classement | Album           |
| Année                                   | Single                                                | US Country | US         | Album           |
| --------------------------------------- | ----------------------------------------------------- | ---------- | ---------- | --------------- |
| 2007                                    | "A Different World"                                   | 6          | 58         | Bucky Covington |
| 2007                                    | "It's Good to Be Us"                                  | 11         | 81         | Bucky Covington |
| 2008                                    | "I'll Walk"                                           | 10         | 70         | Bucky Covington |
| 2009                                    | "I Want My Life Back"                                 | 32         | —          | I'm Alright     |
| 2009                                    | "Gotta Be Somebody"                                   | 51         | —          | I'm Alright     |
| 2010                                    | "A Father's Love (The Only Way He Knew How)"[A]       | 23         | —          | I'm Alright     |
| 2012                                    | "I Wanna Be That Feeling"                             | 57         | —          | Good Guys       |
| 2012                                    | "Drinking Side of Country" (with Shooter Jennings)[B] |            |            | Good Guys       |
| "—" denotes releases that did not chart |                                                       |            |            |                 |

### Vidéos
| Année | Vidéo                                              | Réalisateur     |
| ----- | -------------------------------------------------- | --------------- |
| 2007  | "A Different World"                                | Trey Fanjoy     |
| 2007  | "It's Good to Be Us"                               | Trey Fanjoy     |
| 2009  | "Gotta Be Somebody"                                | Devin Pense     |
| 2012  | "I Wanna Be That Feeling"                          | Kristin Barlowe |
| 2012  | "Drinking Side of Country" (with Shooter Jennings) | Blake Judd      |

### Autres apparences
- "Superstition" from American Idol Season 5: Encores (2006)

## Filmographie
| Film  | Film                          | Film    | Film                                                    |
| Année | Film                          | Rôle    | Notes                                                   |
| ----- | ----------------------------- | ------- | ------------------------------------------------------- |
| 2009  | Hannah Montana, le film       | Himself | Played guitar in Robby Stewart's (Billy Ray Cyrus) band |
| 2009  | Fisher's ATV World            | Himself |                                                         |
| 2011  | Billy Ray Cyrus: I'm American | Himself | TV movie                                                |